# Dominikus Bergmüller
Dominikus Bergmüller (* 23. Juli 1707 in Türkheim; † nach 1773 ebenda) war ein deutscher Kistler (Tischler und Schreiner), Menuisier und Kunsthandwerker. 

## Leben
Er war der Sohn des Andreas Bergmüller und der Bruder des Anton Bergmüller. Er war der Vater des Franz Joseph Bergmüller und des Johann Bergmüller. 
Er übernahm 1731 das Anwesen und die Werkstatt des Vaters. Er arbeitete mit Dominikus Zimmermann und Ignaz Hillenbrand zusammen. Neben seinem Cousin Johann Georg Bergmüller war er der bedeutendste Spross der Familie Bergmüller. Er arbeitete über den mittelschwäbischen Bereich hinaus und machte sich als Altarbauer einen Namen.

## Werke
- St. Nikolaus in Großaitingen, Hochaltar, Seitenaltäre und Kanzel (?), um 1758
- Kloster Lechfeld in Klosterlechfeld, Hochaltar 1748, Reliquienschreine um 1749, Auszüge der Seitenaltäre um 1752
- St. Cosmos und Damian in Meßhofen, Hochaltar, 1751
- Kloster Roggenburg in Roggenburg, Hochaltar 1752 bis 1754, Nebenaltäre 1755 bis 1760 zusammen mit seinem Sohn Franz Joseph Bergmüller, Orgelgehäuse 1761
- St. Vitus in Steinkirchen, Hochaltar und Seitenaltäre 1760